# Phnum Kravanh
Phnum Kravanh (tiếng Khmer: ស្រុកភ្នុំក្រវាញ)là một huyện thuộc tỉnh Pursat, Campuchia. Tên của huyện trung với tên của dãy núi Phnum Kravanh, hay còn gọi là Cardamom. Phần phía nam của huyện khá thưa dân và ít đường sá. Theo thống kê năm 1998, Phnum Kravanh được chia thành 7 xã và 55 làng. Tổng dân số huyện là 54.136 người trong 10.390hộ gia đình. Phnum Kravanh có ranh giới với huyện Veal Veang ở phía tây và các tỉnhKoh Kong, Kampong Speu và Kampong Chhnang ở phía nam. Huyện Bakan và Sampov Meas ở phía bắc và huyện Krakor ở phía đông bắc. Trước đây Phnum Kravanh có diện tích lớn hơn và kéo dài đến biên giới với Thái Lan. Tuy nhiên, năm 1997 phần phía tây của huyện đã được tách ra để thành lập huyện mới Veal Veang.
Huyện khá lớn nhưng dân cư lại thưa thớtvới mật độ 15 người/km². Hầu hết diện tích huyện là rừng núi. Phnum Kravanh cũng là nơi sinh sống của khoảng 130 hộ thuộc một vài dân tộc thiểu số Pear people.